# Квиринал
Квирина́л, Квиринальский холм (лат. Collis Quirinalis) — самый высокий из семи холмов Рима, находится севернее исторического центра города. На Квиринале расположена официальная резиденция главы Италии — Квиринальский дворец (итал. Palazzo del Quirinale). Квиринальская площадь (итал. Piazza del Quirinale) знаменита Фонтаном диоскуров (итал. Fontana dei Dioscuri). Римляне называют холм и площадь Монте-Кавалло (итал. Monte Cavallo) — «Гора коней», по скульптурам диоскуров, укротителей коней, оформляющих фонтан.

## Название
Холм назван по имени Квирина — древнего божества сабинян, которые, по преданию, были первыми поселенцами на этом месте. Считается, что на этом холме поселился сабинский царь Тит Татий после заключения мира между римлянами и сабинянами. Сабины воздвигли здесь святилище Квирина, который почитался в ранний период римской истории наравне с Юпитером и Марсом. Холм состоял из четырёх возвышенностей: коллис Латиарис, коллис Муциалис, коллис Салутарис и коллис Квириналис. Со временем одно из названий стали относить ко всему холму. Северо-западный и южный склоны холма изначально были крутыми, теперь возвышенность за исключением северной части трудно увидеть в современной городской планировке, особенно с постройкой папских дворцов.

## История
В IV в. н. э. на Квиринальском холме стояли храмы, посвящённые богу Квирину, давшему имя холму, богине Флоре, богу изобилия Серапису, в них совершали обряды для обеспечения благополучия государства. Предполагают также, что культ Капитолийской триады (Юпитер, Минерва, Юнона) мог существовать здесь задолго до того, как он стал ассоциироваться с Капитолийским холмом. По свидетельству Тита Ливия, холм впервые стал частью города Рима, окружённый стенами вместе с холмом Виминал, во время правления Сервия Туллия, шестого царя Рима, в VI веке до нашей эры. На склоне Квиринала располагались обширные сады Саллюстия.
В правление императора Константина здесь был построен комплекс римских Терм, они не сохранились, остались лишь рисунки XVI века, и статуи близнецов диоскуров, Кастора и Поллукса, взятые из терм Константина, ныне оформляющие Фонтан диоскуров в центре Квиринальской площади.
Квиринал, самый высокий холм в Риме, был популярен у римских патрициев, которые строили здесь роскошные виллы, в том числе вилла Тита Помпония Аттика, друга Цицерона, виллы Флавиев и Клавдиев, Гая Фульвия Плавтиана, знаменитого римского поэта Марка Валерия Марциала. Примером тому являются остатки виллы в Квиринальских садах, где была найдена уникальная античная мозаика.

## Дворцы на Квиринале
- Квиринальский дворец
- Палаццо делла-Консульта[итал.]
- Палаццо Паллавичини-Роспильози
- Палаццо Барберини
- Палаццо Вольпи-ди-Мизурата
- Палаццо Маттеи-Альбани-Дель Драго
- Палаццо Бараккини[итал.]

## Церкви на Квиринале
- Сант-Андреа-аль-Квиринале
- Сан-Карло-алле-Куаттро-Фонтане
- Санта-Сузанна
- Санта-Мария-делла-Виттория
- Санта-Мария-дельи-Анджели-э-дей-Мартири
- Сан-Сильвестро-аль-Квиринале
- Сан-Марчелло-аль-Корсо
- Сант-Агата-дей-Готи
- Санта-Мария-дей-Монти
- Санта-Мария-ин-Тривио[итал.]
- Санти-Апостоли
- Санти-Доменико-э-Систо
- Санти-Виченцо-э-Анастазио-алле-Тре-Фонтане[итал.]